# Mezilaurus sprucei
Mezilaurus sprucei är en lagerväxtart som beskrevs av Paul Hermann Wilhelm Taubert och Carl Christian Mez. Mezilaurus sprucei ingår i släktet Mezilaurus och familjen lagerväxter. Inga underarter finns listade i Catalogue of Life.